# José Garrido
José António Rocha Garrido, noto semplicemente come José Garrido (Luanda, 11 luglio 1960 – Lisbona, 9 novembre 2024), è stato un calciatore e allenatore di calcio portoghese con cittadinanza angolana, di ruolo difensore.

## Palmarès

### Giocatore

#### Competizioni nazionali
- Campionato portoghese: 1

Benfica: 1988-1989
- Coppa del Portogallo: 1

Boavista: 1991-1992
- Supercoppa di Portogallo: 1

Boavista: 1992